# Преображенское (Орловская область)
Преображенское — село в Свердловском районе Орловской области. Входит в состав Красноармейского сельского поселения.

## География
Уличная сеть представлена тремя объектами: Запрудная улица, Казанская улица, Садовая улица
Часовой пояс
Село Преображенское, как и вся Орловская область, находится в часовой зоне МСК (московское время). Смещение применяемого времени относительно UTC составляет +3:00.

## Население
| 2002 | 2010 |
| ---- | ---- |
| 115  | ↘97  |

## Транспорт
Поселковые (сельские) дороги.